# Faworis Musrapow
Faworis Musrapow (tadschikisch Фаворис Музрапов, * 15. November 1998) ist ein tadschikischer Leichtathlet, der sich auf den Sprint spezialisiert hat. Aktuell ist er Inhaber des Landesrekordes im 100-Meter-Lauf.

## Sportliche Laufbahn
Erste Erfahrungen bei internationalen Meisterschaften sammelte Faworis Musrapow im Jahr 2022, als er bei den Hallenweltmeisterschaften in Belgrad mit 6,83 s in der ersten Runde im 60-Meter-Lauf ausschied. Im August schied er bei den Islamic Solidarity Games in Konya mit 21,72 s im 200-Meter-Lauf aus und kam über 100 Meter mit 10,41 s nicht über den Vorlauf über 100 Meter aus. Im Jahr darauf schied er bei den Hallenasienmeisterschaften in Astana mit 6,85 s im Halbfinale über 60 Meter aus und im Juli schied er bei den Asienmeisterschaften in Bangkok mit 10,86 s und 22,30 s jeweils im Vorlauf über 100 und 200 Meter aus. Dank einer Wildcard startete er im 100-Meter-Lauf bei den Weltmeisterschaften in Budapest und schied dort mit 10,99 s in der ersten Runde aus. Ende September schied er bei den Asienspielen in Hangzhou mit 10,67 s und 22,32 s in der Vorrunde über 100 und 200 Meter aus. 2024 schied er bei den Hallenasienmeisterschaften in Teheran mit 6,73 s im Halbfinale über 60 Meter aus. Im August nahm er dank einer Wildcard über 100 Meter an den Olympischen Sommerspielen in Paris teil und schied dort mit 10,59 s in der Vorausscheidungsrunde aus.
2025 kam er bei den Hallenweltmeisterschaften in Nanjing mit 6,86 s nicht über den Vorlauf über 60 Meter hinaus. Ende schied er bei den Asienmeisterschaften in Gumi mit 10,73 s in der ersten Runde über 100 Meter aus und kam über 200 Meter mit 22,11 s ebenfalls nicht über den Vorlauf hinaus.
In den Jahren von 2020 bis 2024 wurde Musrapow tadschikischer Meister im 200-Meter-Lauf sowie von 2023 bis 2025 auch über 100 Meter. Zudem siegte er 2020 in der 4-mal-100-Meter-Staffe und wurde 2024 Hallenmeister über 60 und 200 Meter.

## Persönliche Bestzeiten
- 100 Meter: 10,37 s (−1,1 m/s), 25. Mai 2024 in Duschanbe (tadschikischer Rekord)
  - 60 Meter (Halle): 6,73 s, 18. Februar 2024 in Teheran (tadschikischer Rekord)
- 200 Meter: 21,27 s (+0,8 m/s), 2. Juni 2024 in Taschkent